# Borna Ćorić
Borna Ćorić (født 14. november 1996 i Zagreb, Kroatien) er en professionel mandlig tennisspiller fra Kroatien.